# مد لولیتا

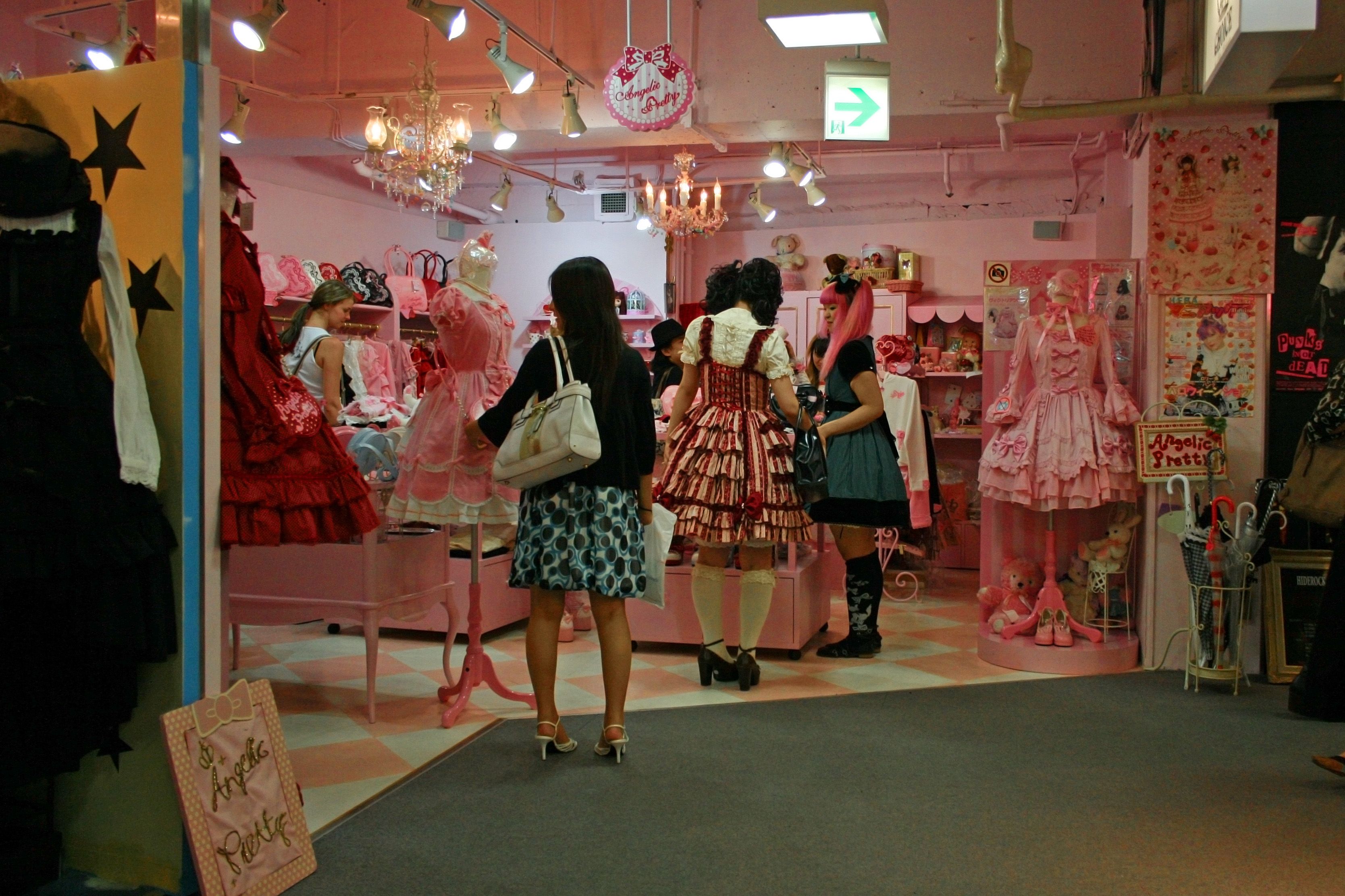
انجلیک پریتی، از فروشگاه‌های تخصصی مد لولیتا

مد لولیتا (ロリータ・ファッション rorīta fasshon) یک خرده‌فرهنگ ژاپنی می‌باشد که از ویژگی‌های ویکتوریایی دورهٔ روکوکو بهره گرفته می‌شود. از ویژگی‌های متمایز مد لولیتا می‌توان به بانمکی اشاره کرد. این پوشش را می‌توان به سه زیرسبک دیگر دسته‌بندی کرد: «گوتیک»، «کلاسیک» و «سوئیت». همچنین زیرسبک‌های فرعی زیادی از لولیتا وجود دارد که از بین آنها می‌توان از «ملوانی»، «کانتری»، «هیمه» (پرنسس)، «گورو» (گروتسک)، «چی» و «وا» (بر پایهٔ لباس‌های سنتی چینی و ژاپنی)، «پانک»، «شیرو» (سفید)، «کورو» (مشکی)، و «استیم‌پانک» اشاره نمود.

## نگارخانه

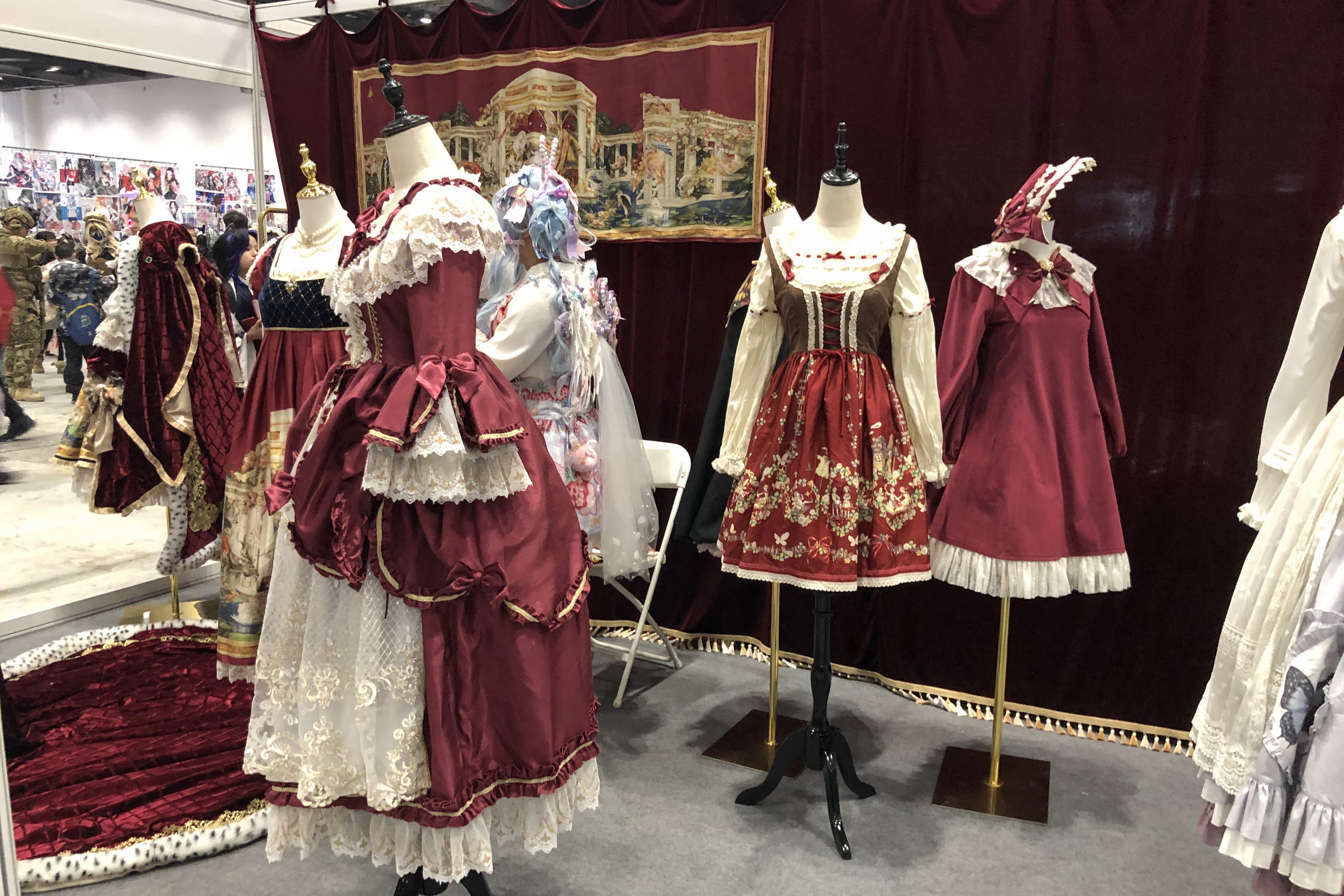
هیمه لولیتا
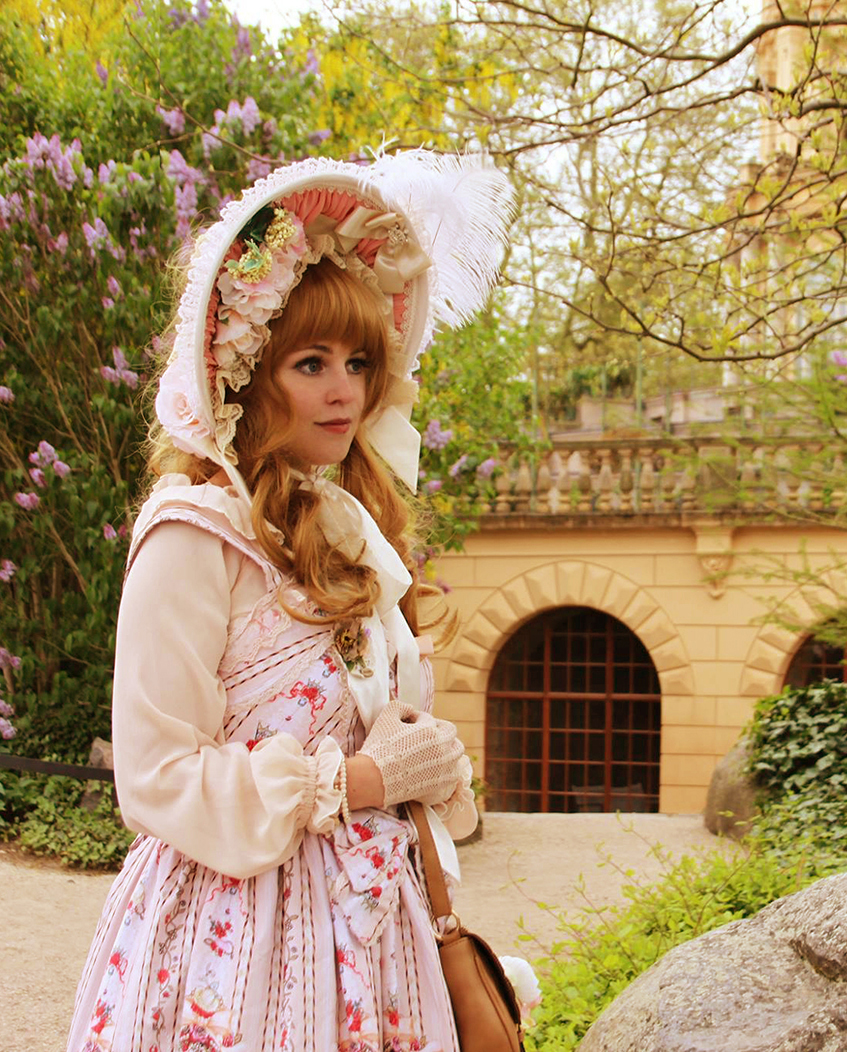
کلاسیک لولیتا
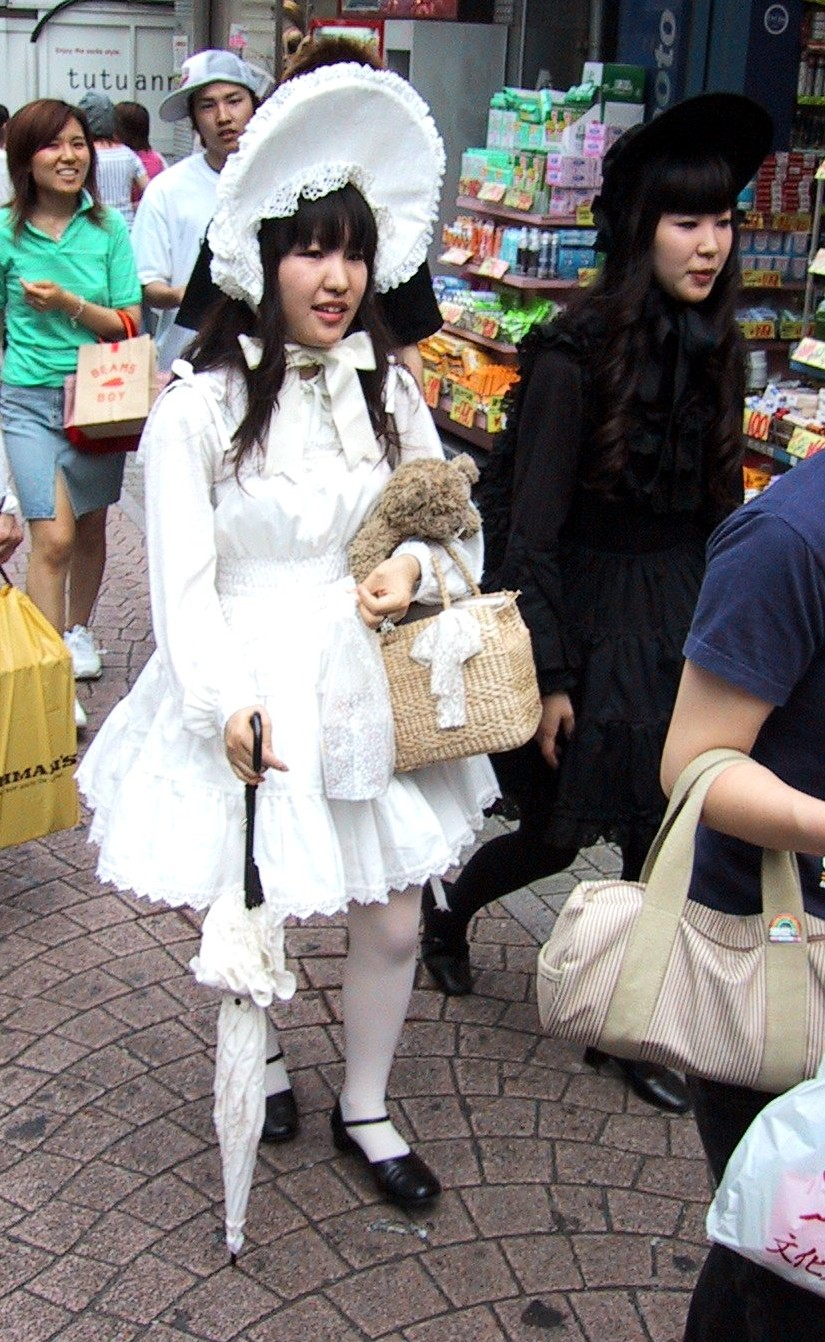
لولیتا شیرو/سفید (چاپ) و لولیتا کورو/مشکی (راست)
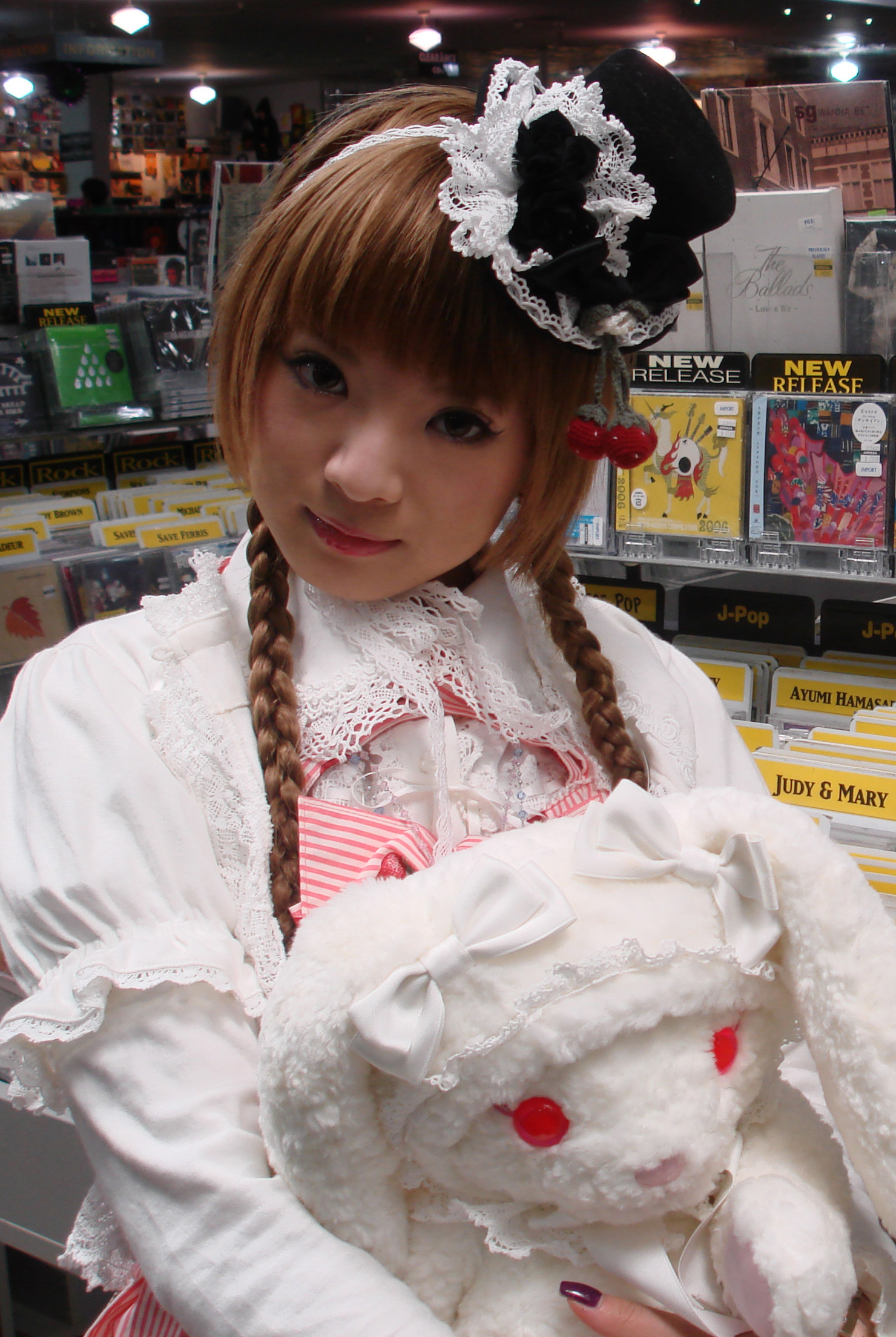
سوئیت لولیتا (نانا کیتاده)
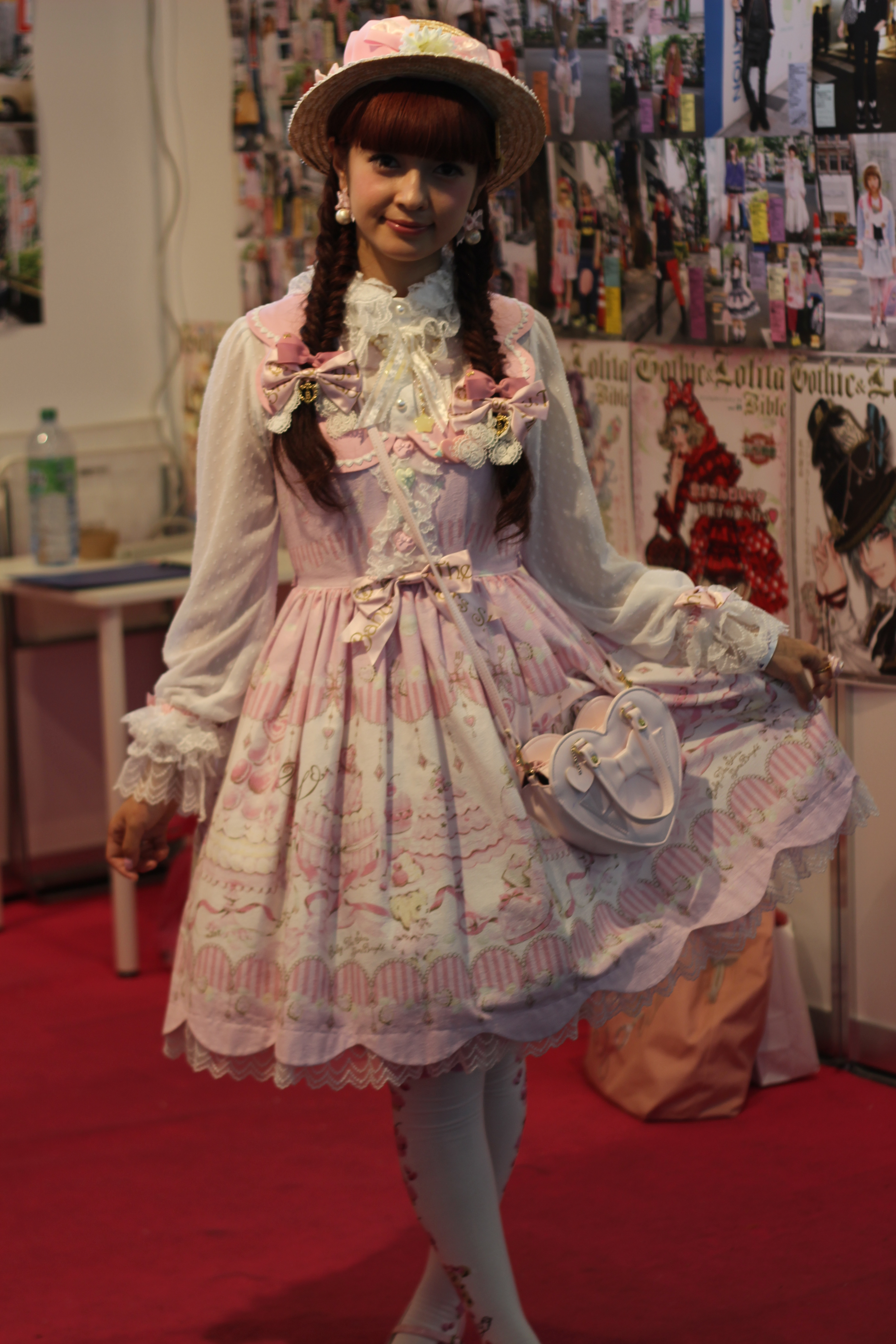
سوئیت لولیتا
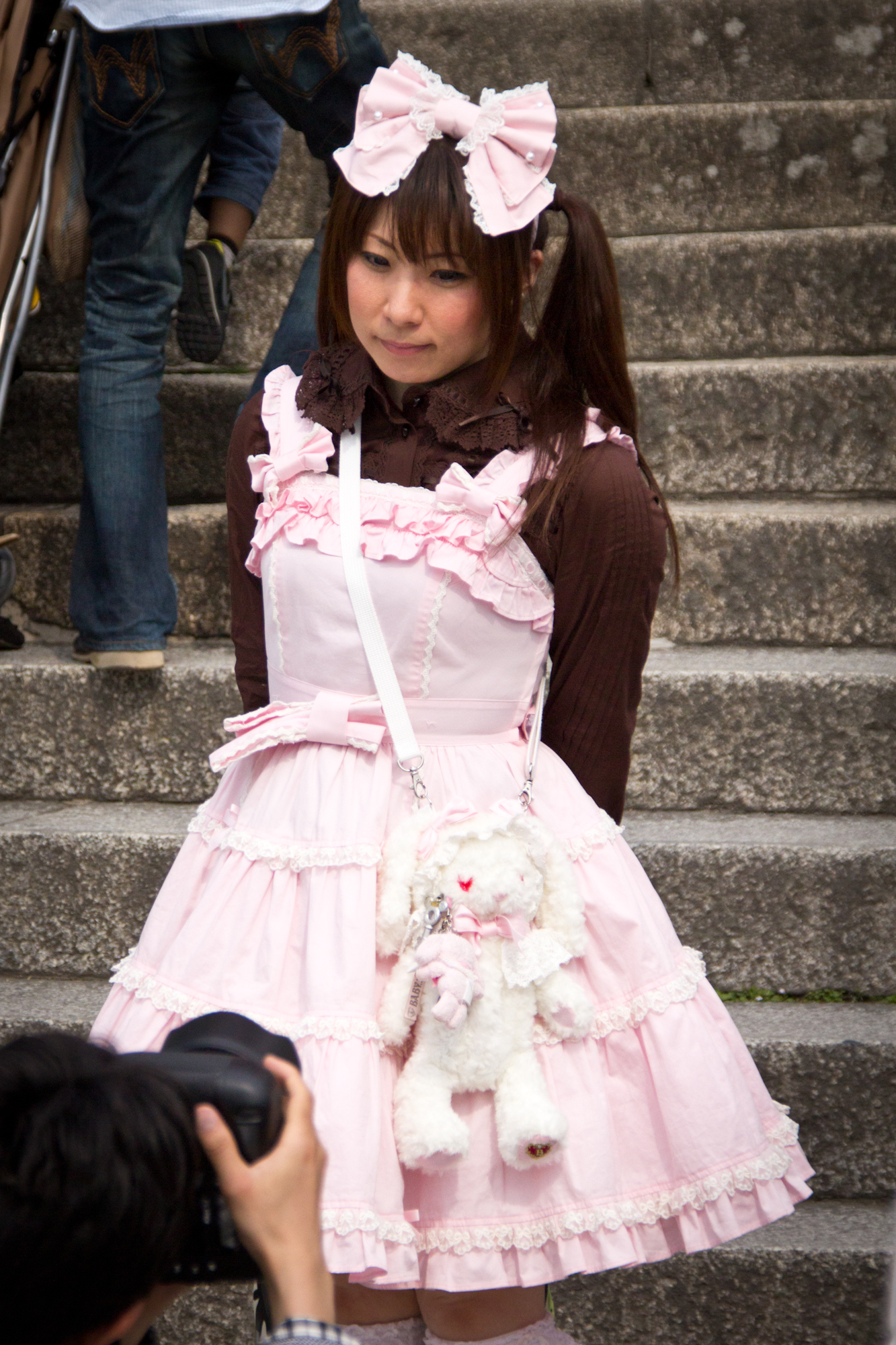
سوئیت لولیتا
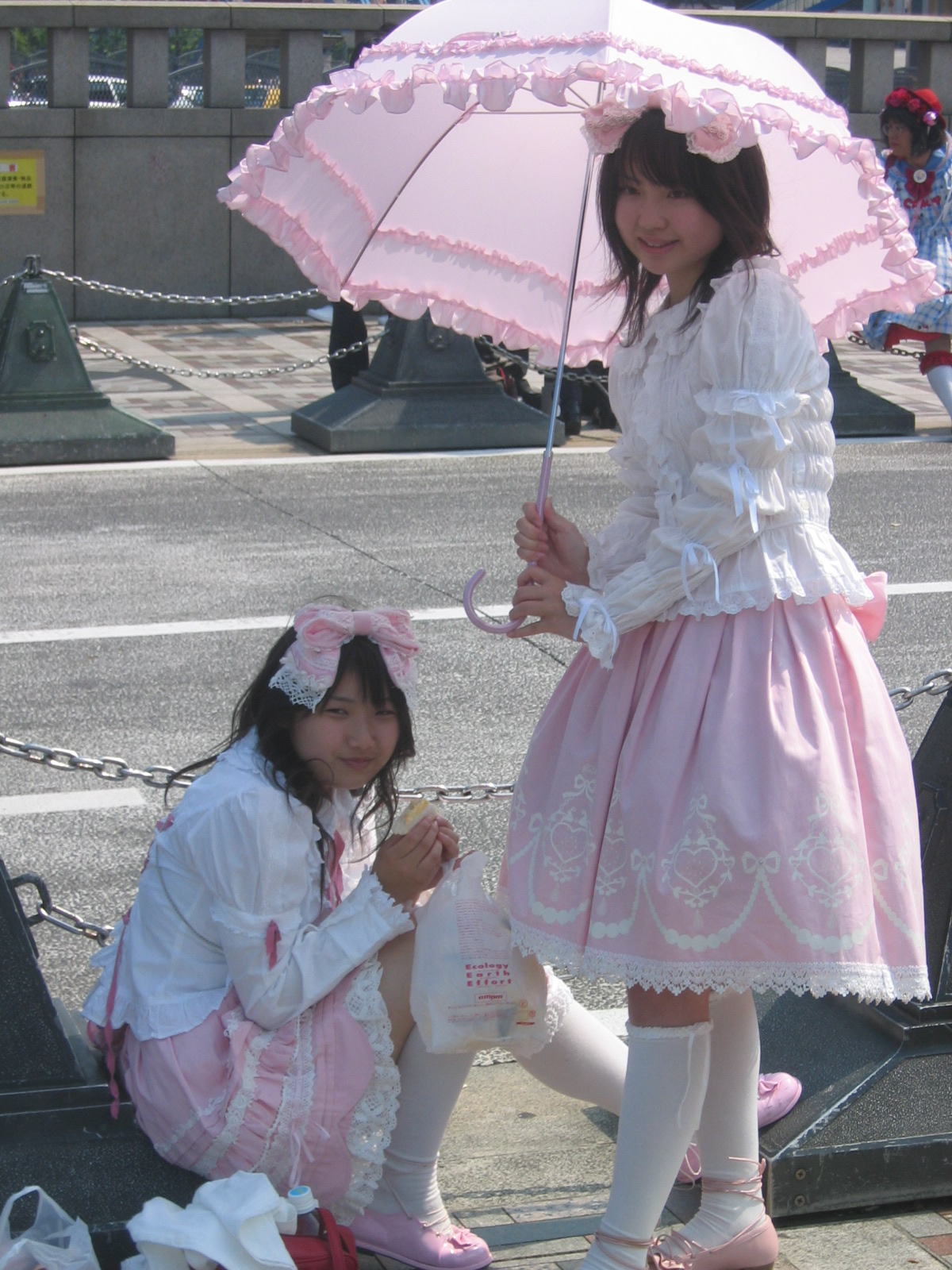
سوئیت لولیتا
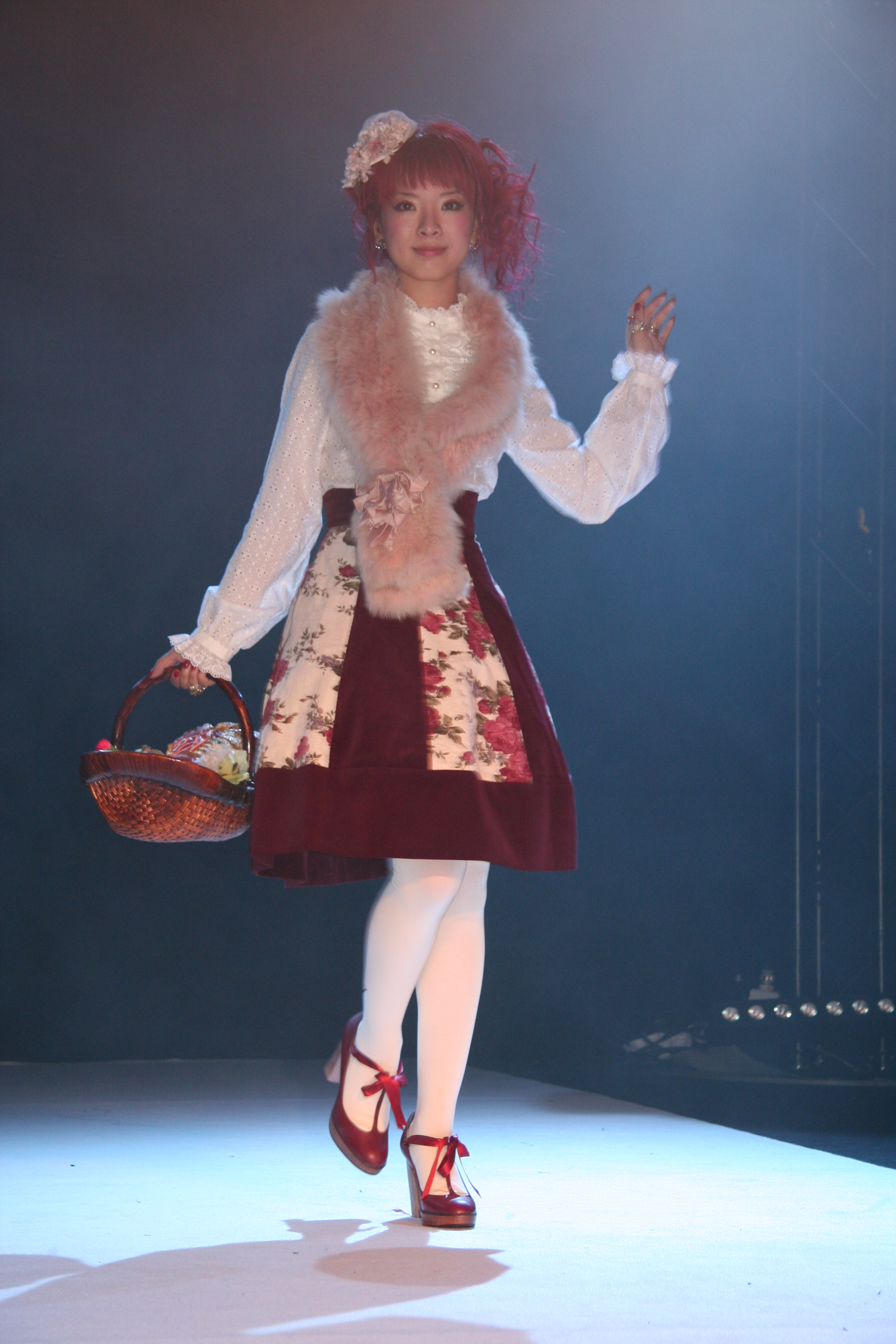
کانتری لولیتا (نانا کیتاده)
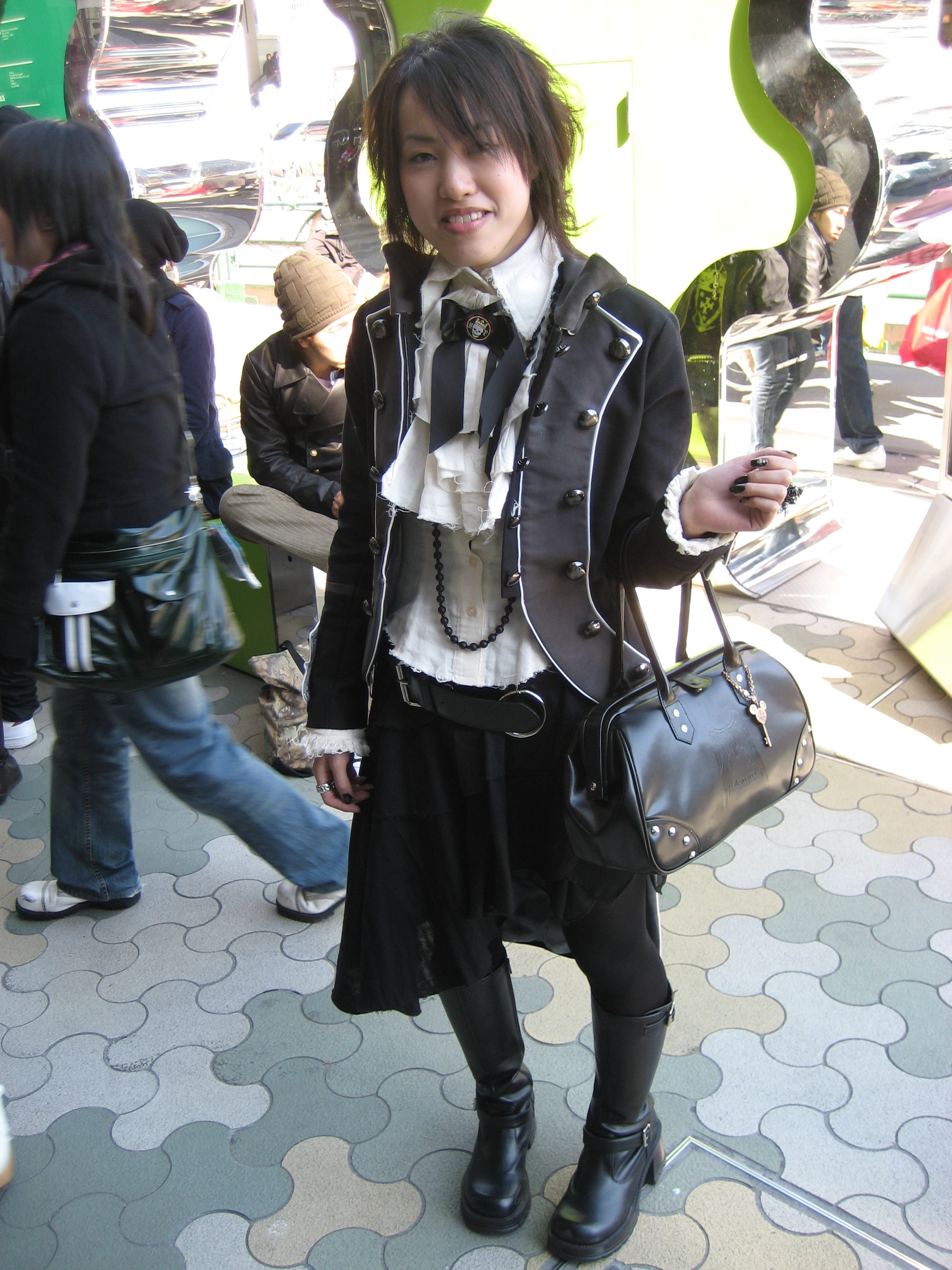
پیریت لولیتا
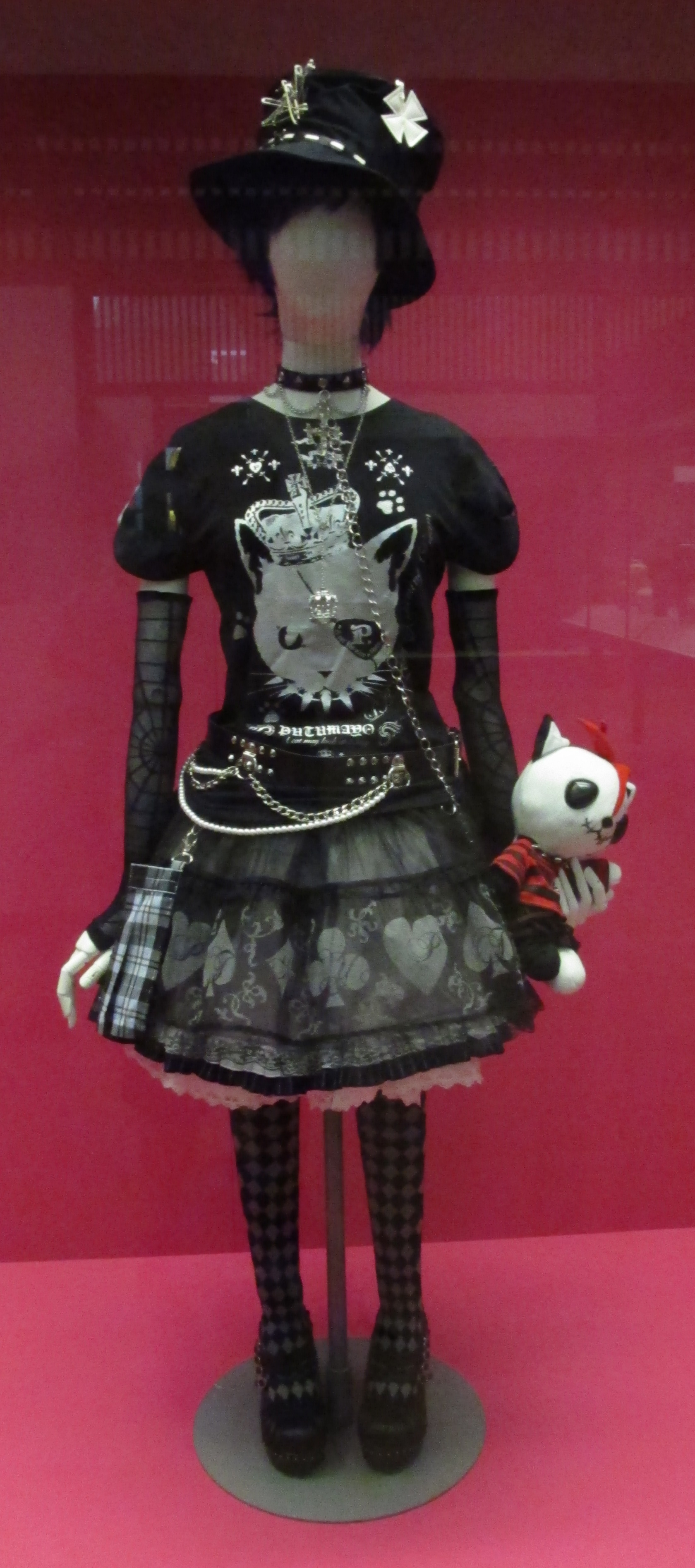
پانک لولیتا
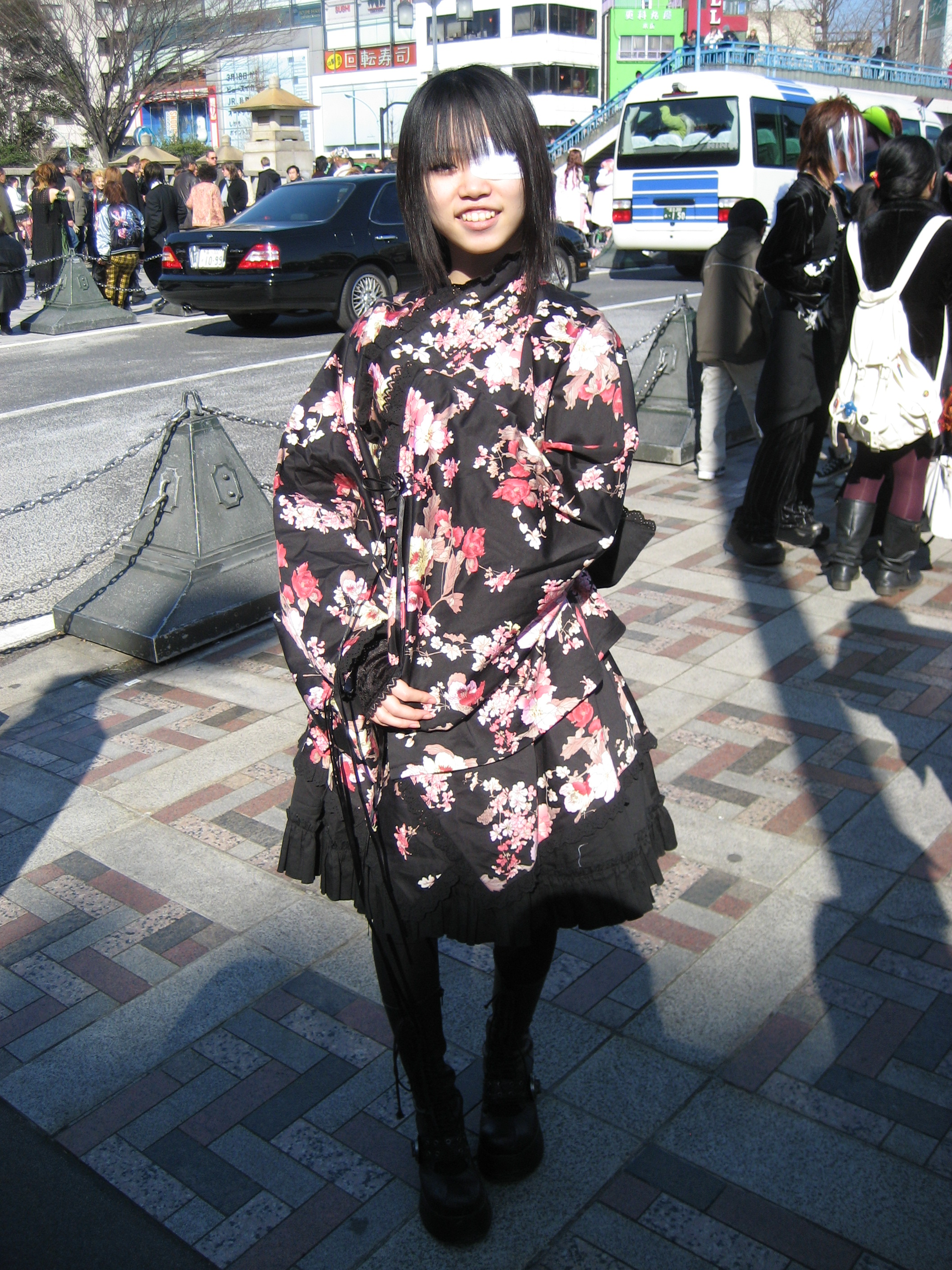
وا-لولیتا با ویژگی‌های گورو لولیتا (چشم‌بند)
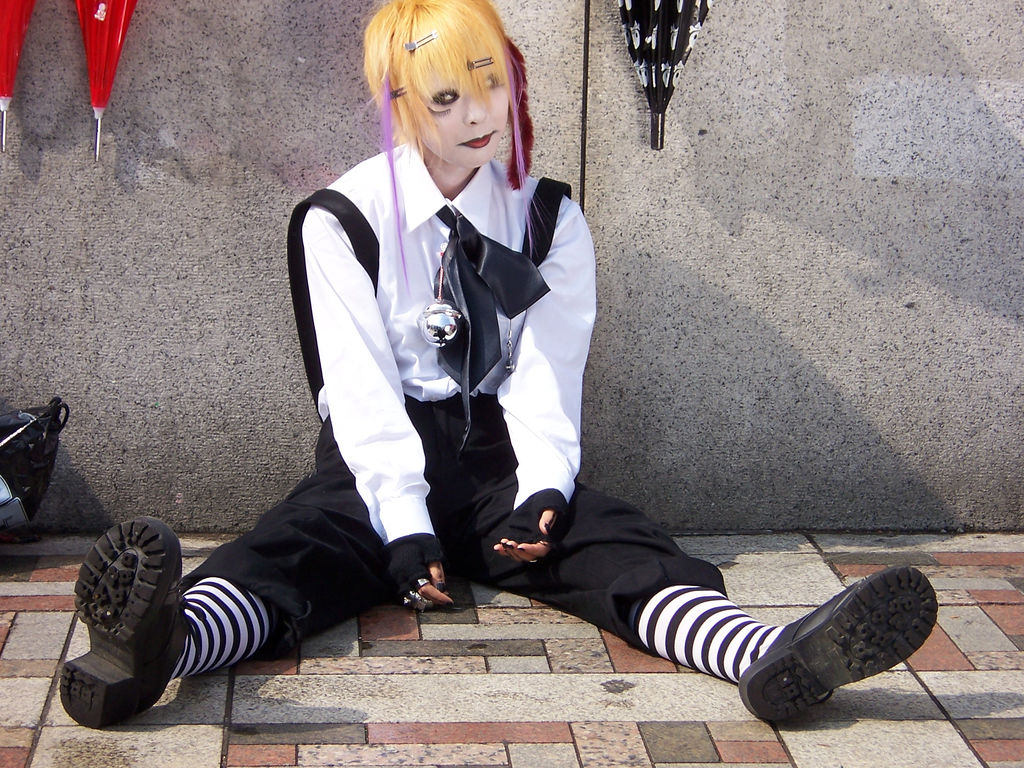
اوجی (یک مد مشابه با ظاهر مردانه‌تر)
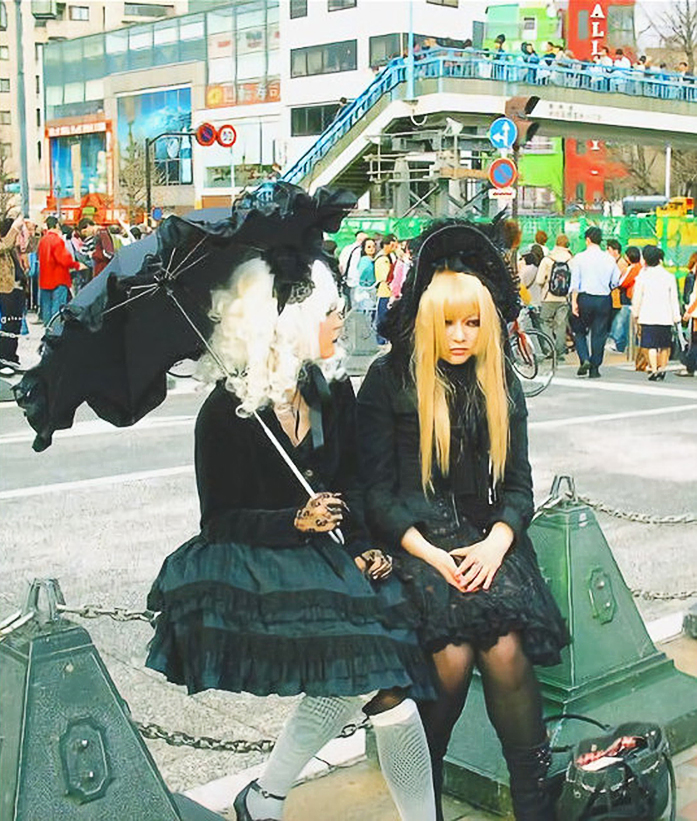
گوتیک لولیتا
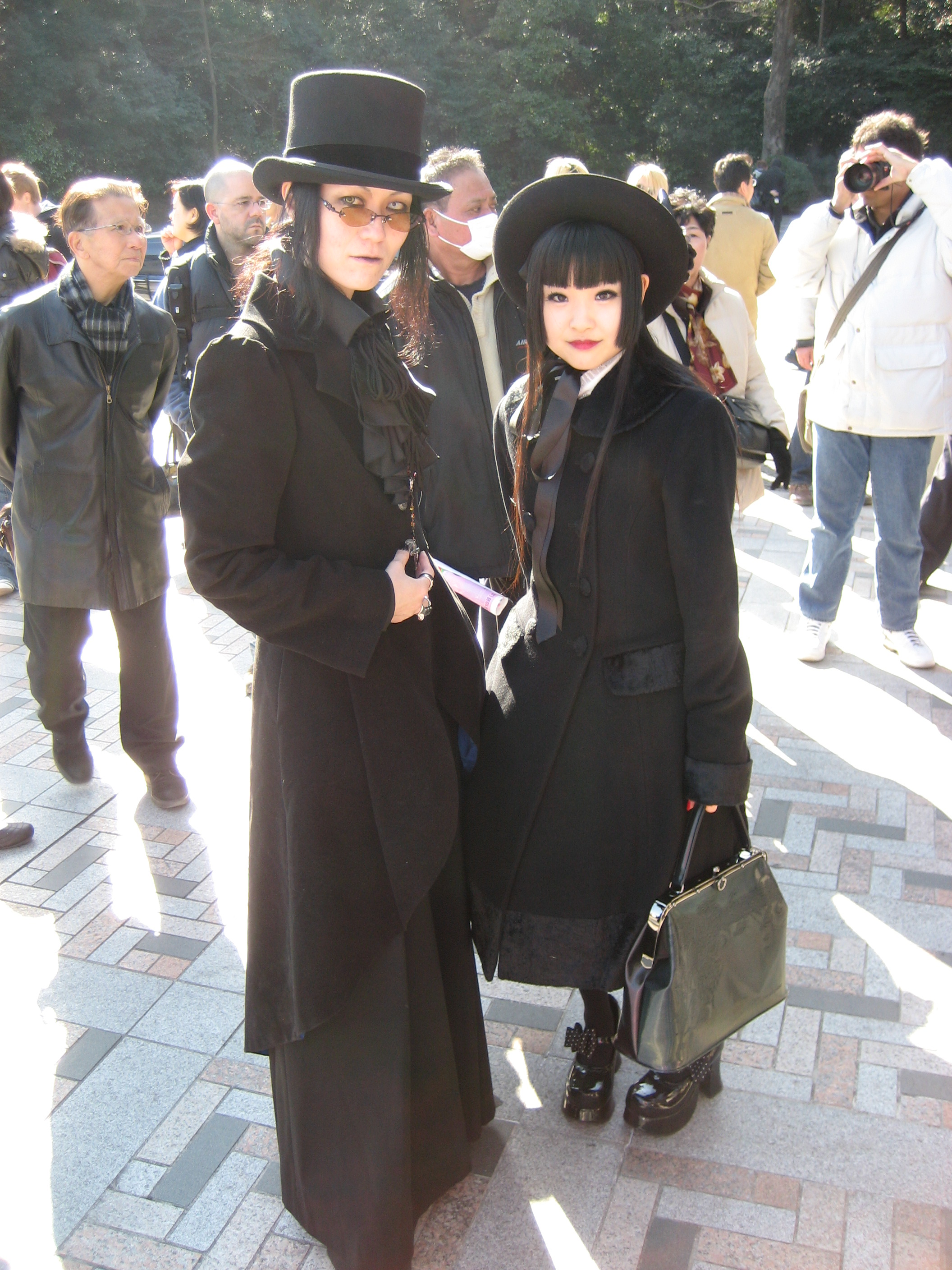
الیجنت اریستوکرات گوتیک (چپ) و گوتیک لولیتا (راست)